# Kvalifikace na Mistrovství světa ve fotbale 1974 (UEFA)

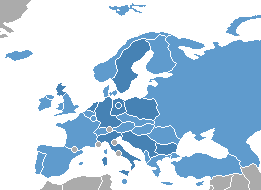
Mapa evropských týmů kvalifikace na Mistrovství světa ve fotbale 1974.

Kvalifikace na Mistrovství světa ve fotbale 1974 zóny UEFA určila 8 účastníků finálového turnaje a jednoho účastníka mezikontinentální baráže proti celku ze zóny CONMEBOL.
Všech 32 týmů bylo rozlosováno do devíti skupin po čtyřech, resp. třech týmech. Ve skupinách se utkal každý s každým dvoukolově doma a venku. Vítězové skupin 1 až 8 postoupili přímo na MS, zatímco vítěz skupiny 9 postoupil do mezikontinentální baráže proti celku ze zóny CONMEBOL.

## Skupina 1
| Poř. | Tým      | B | Z | V | R | P | VG | IG | +/- |
| ---- | -------- | - | - | - | - | - | -- | -- | --- |
| 1=   | Rakousko | 8 | 6 | 3 | 2 | 1 | 14 | 7  | 7   |
| 1=   | Švédsko  | 8 | 6 | 3 | 2 | 1 | 15 | 8  | 7   |
| 3    | Maďarsko | 8 | 6 | 2 | 4 | 0 | 12 | 7  | 5   |
| 4    | Malta    | 0 | 6 | 0 | 0 | 6 | 1  | 20 | -19 |

| Datum                        | Domácí   | Výsledek | Hosté    |
| ---------------------------- | -------- | -------- | -------- |
| 14. listopadu 1971, Valletta | Malta    | 0 – 2    | Maďarsko |
| 30. dubna 1972, Vídeň        | Rakousko | 4 – 0    | Malta    |
| 6. května 1972, Budapešť     | Maďarsko | 3 – 0    | Malta    |
| 25. května 1972, Stockholm   | Švédsko  | 0 – 0    | Maďarsko |
| 10. června 1972, Vídeň       | Rakousko | 2 – 0    | Švédsko  |
| 15. října 1972, Vídeň        | Rakousko | 2 – 2    | Maďarsko |
| 15. října 1972, Göteborg     | Švédsko  | 7 – 0    | Malta    |
| 25. listopadu 1972, Valletta | Malta    | 0 – 2    | Rakousko |
| 29. dubna 1973, Budapešť     | Maďarsko | 2 – 2    | Rakousko |
| 23. května 1973, Göteborg    | Švédsko  | 3 – 2    | Rakousko |
| 13. června 1973, Budapešť    | Maďarsko | 3 – 3    | Švédsko  |
| 11. listopadu 1973, Valletta | Malta    | 1 – 2    | Švédsko  |

Týmy Rakousko a Švédsko měly stejný počet bodů a stejný rozdíl vstřelených a obdržených branek. O postupu tak musel rozhodnout dodatečný zápas na neutrální půdě.
| Datum                             | Domácí  | Výsledek | Hosté    |
| --------------------------------- | ------- | -------- | -------- |
| 27. listopadu 1973, Gelsenkirchen | Švédsko | 2 – 1    | Rakousko |

Švédsko postoupilo na Mistrovství světa ve fotbale 1974.

## Skupina 2
| Poř. | Tým         | B  | Z | V | R | P | VG | IG | +/- |
| ---- | ----------- | -- | - | - | - | - | -- | -- | --- |
| 1    | Itálie      | 10 | 6 | 4 | 2 | 0 | 12 | 0  | 12  |
| 2    | Turecko     | 6  | 6 | 2 | 2 | 2 | 5  | 3  | 2   |
| 3    | Švýcarsko   | 6  | 6 | 2 | 2 | 2 | 2  | 4  | -2  |
| 4    | Lucembursko | 2  | 6 | 1 | 0 | 5 | 2  | 14 | -12 |

| Datum                       | Domácí      | Výsledek | Hosté       |
| --------------------------- | ----------- | -------- | ----------- |
| 7. října 1972, Lucemburk    | Lucembursko | 0 – 4    | Itálie      |
| 21. října 1972, Bern        | Švýcarsko   | 0 – 0    | Itálie      |
| 22. října 1972, Lucemburk   | Lucembursko | 2 – 0    | Turecko     |
| 10. prosince 1972, Istanbul | Turecko     | 3 – 0    | Lucembursko |
| 13. ledna 1973, Neapol      | Itálie      | 0 – 0    | Turecko     |
| 25. února 1973, Istanbul    | Turecko     | 0 – 1    | Itálie      |
| 31. března 1973, Janov      | Itálie      | 5 – 0    | Lucembursko |
| 8. dubna 1973, Lucemburk    | Lucembursko | 0 – 1    | Švýcarsko   |
| 9. května 1973, Basilej     | Švýcarsko   | 0 – 0    | Turecko     |
| 26. září 1973, Lucern       | Švýcarsko   | 1 – 0    | Lucembursko |
| 20. října 1973, Řím         | Itálie      | 2 – 0    | Švýcarsko   |
| 18. listopadu 1973, Smyrna  | Turecko     | 2 – 0    | Švýcarsko   |

Itálie postoupila na Mistrovství světa ve fotbale 1974.

## Skupina 3
| Poř. | Tým        | B  | Z | V | R | P | VG | IG | +/- |
| ---- | ---------- | -- | - | - | - | - | -- | -- | --- |
| 1    | Nizozemsko | 10 | 6 | 4 | 2 | 0 | 24 | 2  | 22  |
| 2    | Belgie     | 10 | 6 | 4 | 2 | 0 | 12 | 0  | 12  |
| 3    | Norsko     | 4  | 6 | 2 | 0 | 4 | 9  | 16 | -7  |
| 4    | Island     | 0  | 6 | 0 | 0 | 6 | 2  | 29 | -27 |

| Datum                         | Domácí     | Výsledek | Hosté      |
| ----------------------------- | ---------- | -------- | ---------- |
| 18. května 1972, Liège        | Belgie     | 4 – 0    | Island     |
| 22. května 1972, Bruggy       | Island     | 0 – 4*   | Belgie     |
| 3. srpna 1972, Oslo           | Norsko     | 4 – 1    | Island     |
| 4. října 1972, Oslo           | Norsko     | 0 – 2    | Belgie     |
| 1. listopadu 1972, Rotterdam  | Nizozemsko | 9 – 0    | Norsko     |
| 19. listopadu 1972, Antverpy  | Belgie     | 0 – 0    | Nizozemsko |
| 2. srpna 1973, Reykjavík      | Island     | 0 – 4    | Norsko     |
| 22. srpna 1973, Amsterdam     | Nizozemsko | 5 – 0    | Island     |
| 29. srpna 1973, Deventer      | Island     | 1 – 8**  | Nizozemsko |
| 12. září 1973, Oslo           | Norsko     | 1 – 2    | Nizozemsko |
| 31. října 1973, Brusel        | Belgie     | 2 – 0    | Norsko     |
| 18. listopadu 1973, Amsterdam | Nizozemsko | 0 – 0    | Belgie     |

(*)Hráno v Belgii místo na Islandu.
(**)Hráno v Nizozemsku místo na Islandu.
Nizozemsko postoupilo na Mistrovství světa ve fotbale 1974.

## Skupina 4
| Poř. | Tým      | B  | Z | V | R | P | VG | IG | +/- |
| ---- | -------- | -- | - | - | - | - | -- | -- | --- |
| 1    | NDR      | 10 | 6 | 5 | 0 | 1 | 18 | 3  | 15  |
| 2    | Rumunsko | 9  | 6 | 4 | 1 | 1 | 17 | 4  | 13  |
| 3    | Finsko   | 3  | 6 | 1 | 1 | 4 | 3  | 21 | -18 |
| 4    | Albánie  | 2  | 6 | 1 | 0 | 5 | 3  | 13 | -10 |

| Datum                     | Domácí   | Výsledek | Hosté    |
| ------------------------- | -------- | -------- | -------- |
| 21. června 1972, Helsinky | Finsko   | 1 – 0    | Albánie  |
| 20. září 1972, Helsinky   | Finsko   | 1 – 1    | Rumunsko |
| 7. října 1972, Dresden    | NDR      | 5 – 0    | Finsko   |
| 29. října 1972, Bukurešť  | Rumunsko | 2 – 0    | Albánie  |
| 8. dubna 1973, Magdeburg  | NDR      | 2 – 0    | Albánie  |
| 6. května 1973, Tirana    | Albánie  | 1 – 4    | Rumunsko |
| 27. května 1973, Bukurešť | Rumunsko | 1 – 0    | NDR      |
| 6. června 1973, Tampere   | Finsko   | 1 – 5    | NDR      |
| 26. září 1973, Lipsko     | NDR      | 2 – 0    | Rumunsko |
| 10. října 1973, Tirana    | Albánie  | 1 – 0    | Finsko   |
| 14. října 1973, Bukurešť  | Rumunsko | 9 – 0    | Finsko   |
| 3. listopadu 1973, Tirana | Albánie  | 1 – 4    | NDR      |

Východní Německo postoupilo na Mistrovství světa ve fotbale 1974.

## Skupina 5
| Poř. | Tým    | B | Z | V | R | P | VG | IG | +/- |
| ---- | ------ | - | - | - | - | - | -- | -- | --- |
| 1    | Polsko | 5 | 4 | 2 | 1 | 1 | 6  | 3  | 3   |
| 2    | Anglie | 4 | 4 | 1 | 2 | 1 | 3  | 4  | -1  |
| 3    | Wales  | 3 | 4 | 1 | 1 | 2 | 3  | 5  | -2  |

| Datum                       | Domácí | Výsledek | Hosté  |
| --------------------------- | ------ | -------- | ------ |
| 15. listopadu 1972, Cardiff | Wales  | 0 – 1    | Anglie |
| 24. ledna 1973, Londýn      | Anglie | 1 – 1    | Wales  |
| 28. března 1973, Cardiff    | Wales  | 2 – 0    | Polsko |
| 6. června 1973, Chořov      | Polsko | 2 – 0    | Anglie |
| 26. září 1973, Chořov       | Polsko | 3 – 0    | Wales  |
| 17. října 1973, Londýn      | Anglie | 1 – 1    | Polsko |

Polsko postoupilo na Mistrovství světa ve fotbale 1974.

## Skupina 6
| Poř. | Tým           | B  | Z | V | R | P | VG | IG | +/- |
| ---- | ------------- | -- | - | - | - | - | -- | -- | --- |
| 1    | Bulharsko     | 10 | 6 | 4 | 2 | 0 | 13 | 3  | 10  |
| 2    | Portugalsko   | 7  | 6 | 2 | 3 | 1 | 10 | 6  | 4   |
| 3    | Severní Irsko | 5  | 6 | 1 | 3 | 2 | 5  | 6  | -1  |
| 4    | Kypr          | 2  | 6 | 1 | 0 | 5 | 1  | 14 | -13 |

| Datum                       | Domácí        | Výsledek | Hosté         |
| --------------------------- | ------------- | -------- | ------------- |
| 29. března 1972, Lisabon    | Portugalsko   | 4 – 0    | Kypr          |
| 10. května 1972, Nikósie    | Kypr          | 0 – 1    | Portugalsko   |
| 18. října 1972, Sofie       | Bulharsko     | 3 – 0    | Severní Irsko |
| 19. listopadu 1972, Lemesos | Kypr          | 0 – 4    | Bulharsko     |
| 14. února 1973, Nikósie     | Kypr          | 1 – 0    | Severní Irsko |
| 28. března 1973, Coventry   | Severní Irsko | 1 – 1    | Portugalsko   |
| 2. května 1973, Sofie       | Bulharsko     | 2 – 1    | Portugalsko   |
| 8. května 1973, Londýn      | Severní Irsko | 3 – 0    | Kypr          |
| 26. září 1973, Sheffield    | Severní Irsko | 0 – 0    | Bulharsko     |
| 13. října 1973, Lisabon     | Portugalsko   | 2 – 2    | Bulharsko     |
| 14. listopadu 1973, Lisabon | Portugalsko   | 1 – 1    | Severní Irsko |
| 18. listopadu 1973, Sofie   | Bulharsko     | 2 – 0    | Kypr          |

Všechny zápasy Severního Irska byly odehrány v Anglii.
Bulharsko postoupilo na Mistrovství světa ve fotbale 1974.

## Skupina 7
| Poř. | Tým        | B | Z | V | R | P | VG | IG | +/- |
| ---- | ---------- | - | - | - | - | - | -- | -- | --- |
| 1=   | Španělsko  | 6 | 4 | 2 | 2 | 0 | 8  | 5  | 3   |
| 1=   | Jugoslávie | 6 | 4 | 2 | 2 | 0 | 7  | 4  | 3   |
| 3    | Řecko      | 0 | 4 | 0 | 0 | 4 | 5  | 11 | -6  |

| Datum                        | Domácí     | Výsledek | Hosté      |
| ---------------------------- | ---------- | -------- | ---------- |
| 19. října 1972, Las Palmas   | Španělsko  | 2 – 2    | Jugoslávie |
| 18. listopadu 1972, Bělehrad | Jugoslávie | 1 – 0    | Řecko      |
| 17. ledna 1973, Athény       | Řecko      | 2 – 3    | Španělsko  |
| 21. února 1973, Málaga       | Španělsko  | 3 – 1    | Řecko      |
| 21. října 1973, Záhřeb       | Jugoslávie | 0 – 0    | Španělsko  |
| 19. prosince 1973, Athény    | Řecko      | 2 – 4    | Jugoslávie |

Týmy Španělsko a Jugoslávie měly stejný počet bodů a stejný rozdíl vstřelených a obdržených branek. O postupu tak rozhodl dodatečný zápas na neutrální půdě.
| Datum                                 | Domácí     | Výsledek | Hosté     |
| ------------------------------------- | ---------- | -------- | --------- |
| 13. února 1974, Frankfurt nad Mohanem | Jugoslávie | 1 – 0    | Španělsko |

Jugoslávie postoupila na Mistrovství světa ve fotbale 1974.

## Skupina 8
| Poř. | Tým            | B | Z | V | R | P | VG | IG | +/- |
| ---- | -------------- | - | - | - | - | - | -- | -- | --- |
| 1    | Skotsko        | 6 | 4 | 3 | 0 | 1 | 8  | 3  | 5   |
| 2    | Československo | 5 | 4 | 2 | 1 | 1 | 9  | 3  | 6   |
| 3    | Dánsko         | 1 | 4 | 0 | 1 | 3 | 2  | 13 | -11 |

| Datum                       | Domácí         | Výsledek | Hosté          |
| --------------------------- | -------------- | -------- | -------------- |
| 18. října 1972, Kodaň       | Dánsko         | 1 – 4    | Skotsko        |
| 15. listopadu 1972, Glasgow | Skotsko        | 2 – 0    | Dánsko         |
| 2. května 1973, Kodaň       | Dánsko         | 1 – 1    | Československo |
| 6. června 1973, Praha       | Československo | 6 – 0    | Dánsko         |
| 26. září 1973, Glasgow      | Skotsko        | 2 – 1    | Československo |
| 17. října 1973, Bratislava  | Československo | 1 – 0    | Skotsko        |

Skotsko postoupilo na Mistrovství světa ve fotbale 1974.

## Skupina 9
| Poř. | Tým           | B | Z | V | R | P | VG | IG | +/- |
| ---- | ------------- | - | - | - | - | - | -- | -- | --- |
| 1    | Sovětský svaz | 6 | 4 | 3 | 0 | 1 | 5  | 2  | 3   |
| 2    | Irsko         | 3 | 4 | 1 | 1 | 2 | 4  | 5  | -1  |
| 3    | Francie       | 3 | 4 | 1 | 1 | 2 | 3  | 5  | -2  |

| Datum                      | Domácí        | Výsledek | Hosté         |
| -------------------------- | ------------- | -------- | ------------- |
| 13. října 1972, Paříž      | Francie       | 1 – 0    | Sovětský svaz |
| 18. října 1972, Dublin     | Irsko         | 1 – 2    | Sovětský svaz |
| 15. listopadu 1972, Dublin | Irsko         | 2 – 1    | Francie       |
| 13. května 1973, Moskva    | Sovětský svaz | 1 – 0    | Irsko         |
| 19. května 1973, Paříž     | Francie       | 1 – 1    | Irsko         |
| 26. května 1973, Moskva    | Sovětský svaz | 2 – 0    | Francie       |

SSSR postoupil do mezikontinentální baráže.